# Hortulus (Zeitschrift)
hortulus war eine Schweizer Literaturzeitschrift in deutscher Sprache, die von dem Schriftsteller Hans Rudolf Hilty im Tschudy-Verlag, St. Gallen, herausgegeben wurde. Das erste Heft erschien im März 1951 mit dem Untertitel Vierteljahresschrift für neue Dichtung. Bis einschliesslich 1956 wurden jährlich vier Hefte geliefert. 1957 erhöhte Hilty dies auf sechs Nummern mit dem Untertitel Illustrierte Zweimonatsschrift für neue Dichtung. Mit der Nummer 67, dies war das fünfte Heft des 13. Jahrgangs, wurde das Erscheinen im Oktober 1964 eingestellt.
Schwerpunkt von hortulus war Lyrik, dazu kam kurze Prosa, später auch Ausschnitte aus Romanen und dramatischen Arbeiten. hortulus veröffentlichte ausschliesslich Erstdrucke von Werken deutscher Sprache oder von deutschen Übersetzungen fremdsprachiger Lyrik. Explizit ausgeschlossen waren Rezensionen oder Essays. Hans Rudolf Hilty schrieb ab 1957 für jedes Heft eine zweiseitige Einleitung zu den jeweiligen Beiträgen bzw. zum Konzept sowie gelegentlich Betrachtungen zum Literaturgeschehen im deutschsprachigen Raum und darüber hinaus.
Die ersten sechs Jahrgänge waren in erster Linie lokal ausgerichtet und brachten ganz überwiegend Beiträge von Autoren aus der Schweiz. Der Kreis der Autoren und der Einfluss von hortulus erweiterte sich im Verlauf der 50er Jahre erheblich. Karl Krolow und Ilse Aichinger zählten zu den ersten Autoren aus Deutschland, die Beiträge in hortulus veröffentlichten. Der Erfolg der Zeitschrift bewog Hilty zu wesentlichen Veränderungen, die er im Dezember 1956 ankündigte: «Ermuntert durch das starke Echo, das unsere Zeitschrift gerade in jüngster Zeit gefunden hat, haben wir nämlich beschlossen, sie ab 1957 als Zweimonatsschrift mit 6 illustrierten Heften herauszugeben. [...] Vor allem werden wir hier und da auch ein größeres  Prosastück veröffentlichen können. Auch haben wir im Sinne, eines der sechs Hefte für Übertragungen zeitgenössischer Lyrik aus anderen Sprachkreisen zu reservieren. Zudem soll der graphische Schmuck noch mehr gepflegt werden; künftig wird gelegentlich einem Heft ein farbiges Originalkunstblatt beiliegen. Der Abonnementspreis wird sich dadurch von 8 Franken auf 12 Franken erhöhen».
Bereits die Hefte der Jahrgänge fünf und sechs enthielten kleine schwarz-weisse Abbildungen, basierend auf Holzschnitten oder Zeichnungen. Ab Heft 25 (erstes Heft 1957) wurde jede Ausgabe (mit Ausnahme der Doppelhefte 49/50, 55/56 und 61/62) mit einer meist doppelseitigen graphischen Beilage ausgeliefert. Die kleineren Illustrationen wurden beibehalten; später kamen zum Teil aufwändige künstlerische Gestaltungen der Heftumschläge hinzu. Einige dieser Beilagen und Illustrationen stammen von namhaften Künstlern und sind heute wertvoll.
Der Schweizer Dichter Kurt Marti schrieb nach Hiltys Tod 1994: «Die Bundesrepublik hatte ihre ‹Gruppe 47›, die deutschsprachige Schweiz ihren Hortulus».

## Ausgaben von besonderem Interesse
- Heft 28 (1957) mit der Erstveröffentlichung von Ingeborg Bachmanns Gedicht Freies Geleit
- Heft 32 (1958) mit einer vollständigen dramatischen Arbeit von Max Frisch: Die große Wut des Philipp Hotz. Ein Sketch
- Heft 33 (1958) mit einem zweifarbigen Holzschnitt von Hans Arp sowie einer Kleinen Anthologie seiner Gedichte
- Heft 37 (1959) Neue Dichtung aus Israel
- Heft 40 (1959) mit einer Monotypie von Meret Oppenheim sowie einer Federzeichnung von Ludwig Meidner auf dem Umschlag
- Heft 43 (1960) mit Szenen des Schauspiels Ich und ich aus dem Nachlass von Else Lasker-Schüler und einer Monotypie von Meret Oppenheim
- Heft 44 (1960) Japanische Lyrik unserer Tage
- Heft 47 (1960) mit einem Holzschnitt von HAP Grieshaber und einem Kapitel aus Martin Walsers Roman Halbzeit
- Doppelheft 49/50 (1961) «eine Lese» aus zehn Jahrgängen hortulus (Lyrik und Kurzprosa) mit einem Gesamtverzeichnis der literarischen Veröffentlichungen und grafischen Beiträge aller bis dahin erschienenen Ausgaben
- Heft 53 (1961) mit einer Zeichnung (doppelseitige Beilage) sowie drei Gedichten von Raoul Hausmann
- Heft 64 (1963) ist vollumfänglich Dichterinnen gewidmet. Im Vorfeld des zehnten Meersburger Dichterinnen-Treffens veröffentlichte hortulus Beiträge von Elisabeth Borchers, Christine Busta, Hilde Domin, Nelly Sachs und weiteren zeitgenössischen Schriftstellerinnen.